# Apa Sâmbetei
Apa Sâmbetei este, în mitologia românească, un râu care izvorăște de sub Pomul vieții aflat în Paradis. Apa Sâmbetei creează hotarul dintre cele două lumi, „lumea asta” și „lumea cealaltă” sau „lumea văzută” și „lumea nevăzută” (Raiul și Iadul) și este matca tuturor apelor, ea colectând toate apele de pe pământ. După ce înconjoară pământul de 7 sau de 9 ori, periplu în care apa devine din ce în mai puțin pură, râul intră în Sorbul Pământului și se varsă în Iad.
După alte surse, apa Sâmbetei izvorăște din rădăcinile Bradului Lumii, patronat de Sfânta Sâmbătă. După ce înconjoară pământul de un număr impar de ori (de 3, 7 sau 9 ori), apa râului se transformă în flăcări și se varsă în Iad.
Apa Sâmbetei înconjoară o insulă pe care trăiesc Blajinii sau Rohmanii, ființe mitologice pașnice și foarte credincioase. Blajinii nu știu să calculeze trecerea timpului și, de acceea, sărbătoresc Paștele, numit Paștile Blajinilor, la o săptămână după data reală, în Duminica Tomii, atunci când văd trecând pe apa Sâmbetei cojile de ouă roșii aruncate pe ape de creștini în vinerea ori sâmbăta din Săptămâna Patimilor.

## Expresii legate de apa Sâmbetei
După Tudor Pamfile, în credința populară lucrurile care nu pot fi date de pomană și care trebuiesc ferite de spurcare (obiectele sfinte dar vechi, precum: icoane de lemn mâncate de cari, candele crăpate, sfeșnice, rămășițe de lumânări și altele) sunt aruncate pe apa Sâmbetei care le va duce pe lumea cealaltă, a morților.
Din această credință au derivat blestemul Du-te (duce-te-ai) pe apa sâmbetei! cu sensul de „a muri” și expresia a se duce pe apa sâmbetei  cu sensul de „a se pierde, a se irosi, a se prăpădi, a se distruge”.